# Мурад, Ферид
Ферид Мурад (англ. Ferid Murad; 14 сентября 1936, Уайтинг, Индиана — 4 сентября 2023, 	
Менло-Парк, Калифорния) — американский врач и фармаколог, лауреат Нобелевской премии по физиологии и медицине 1998 года «За открытие роли оксида азота как сигнальной молекулы в регуляции сердечно-сосудистой системы». Показал, что нитроглицерин и сходные лекарства действуют как вазодилататоры в результате образования из них в организме оксида азота NO, который действует как сигнальная молекула и расслабляюще действует на кровеносные сосуды.
Член Национальной академии наук США (1997), иностранный член Китайской академии наук (2007).

## Биография
Ферид Мурад родился 14 сентября 1936 года в городе Уайтинг (Индиана) в бедной семье. Его отец Джон Мурад (до иммиграции алб. Xhabir Murat Ejupi) был албанцем, родившемся в 1892 году в Гостиваре, и подростком перебрался в Западную Европу, а затем иммигрировал в США. Мурад окончил Университет ДеПоу (Гринкэстл, Индиана) в 1958 году. Получил одновременно степени доктора медицины и доктора философии в 1965 году в Университете Западного резервного района.
В 1997—2011 годах был директором Института молекулярной медицины при научном центре здоровья Университета Техаса. С апреля 2011 года стал профессором на кафедре биохимии и молекулярной биологии в Университете Джорджа Вашингтона в Вашингтоне.
Почëтный доктор Львовского национального медицинского университета.
Скончался 4 сентября 2023 года на 87-м году жизни.

## Общественная деятельность

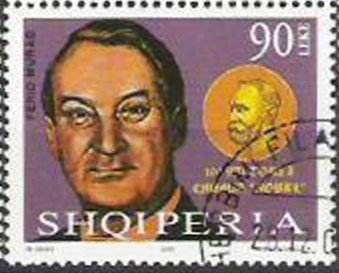
Ф. Мурад на почтовой марке Албании. 2001

В 2016 году подписал письмо с призывом к Greenpeace, Организации Объединенных Наций и правительствам всего мира прекратить борьбу с генетически модифицированными организмами (ГМО) .

## Награды
- Медаль за заслуги перед Македонией[макед.] (2013, Македония).